# 覚園寺
覚園寺（かくおんじ）は、神奈川県鎌倉市二階堂にある真言宗泉涌寺派の仏教寺院である。山号を鷲峰山（じゅぶせん）と称する。本尊は薬師三尊、開基は北条貞時、開山は智海心慧（ちかいしんえ）である。鎌倉幕府執権北条家歴代の尊崇を集めた寺院である。相模国と武蔵国を結ぶ金沢街道から北に入った谷戸の奥に位置し、境内および周辺は自然環境が良好に保全され、都市化が進む以前の鎌倉の面影を最もよく残す寺の1つといわれている。境内は国の史跡に指定されている。

## 歴史
『吾妻鏡』及び現在の『覚園寺縁起』によれば、鎌倉幕府2代執権北条義時が建立した大倉薬師堂が覚園寺の起源とされる。建保6年（1218年）、薬師如来の眷属である十二神将のうちの「戌神」（伐折羅大将）が北条義時の夢に現れたことが薬師堂建立の端緒であったという。その後9代執権北条貞時の時代に正式の寺院となった。
大倉薬師堂開創の経緯を『吾妻鏡』からまとめると以下のようになる。『覚園寺縁起』は日付などの細部に関して相異する部分もあるが、ほとんど同じである。
- 義時が将軍実朝の鶴岡八幡宮参拝に付き従った後、屋敷に戻って寝ていたら夢の中に薬師十二神将の「戌神」が現れた。「戌神」は「今年は無事だったが来年の将軍の参拝のときには供奉するな」という。驚いた義時は薬師十二神将に守ってもらおうと大倉の地に薬師堂を建てる。（吾妻鏡 建保6年（1218年）7月9日条）
- 運慶に薬師如来像と十二神将を作ってもらい、それを薬師堂に納めて、導師に荘厳房律師退耕行勇を招いて開堂供養を行った。（吾妻鏡 建保6年（1218年）12月2日条）
- その翌年、鶴岡八幡宮寺で将軍実朝の右大臣拝賀の式典があった。義時も御剣を持って従ったが、宮寺の楼門で「夢の如くにして白き犬御傍に見ゆるの後、御心神違乱」。ようするに気分が悪くなり立っていられなくなったのか。そこで源仲章に御剣役を代わってもらったところが、代役の源仲章は、実朝ともに公暁に斬り殺されてしまった。義時は戌神が警告したのはこのことか、戌神が助けてくれたのか、と思う。（吾妻鏡 建保7年（1219年）1月27日条、一部は2月8日条から）
- 事件の事後処理を終えて、義時はお礼のため大倉薬師堂に詣でる。そこで事件のあった頃に、十二神将の中の「戌神」だけが、何故か堂の中にいなかったと聞く。薬師十二神将の「戌神」は、薬師堂を出て、「白き犬」に姿を変えて宮寺の楼門に現れ、義時を災いから護ってくれたのだった。（吾妻鏡 建保7年（1219年）2月8日条）

なお、以上はあくまでも『吾妻鏡』『覚園寺縁起』の伝える説であって、源実朝暗殺事件の真相については諸説あるが、当時の史料としては『吾妻鏡』と、あとは慈円の『愚管抄』の記述のみでありそれ以外には無い。『愚管抄』によれば、義時は「心神御違例の事」などにより御劔を源仲章朝臣に譲り退去などしていない。鶴岡八幡宮寺の楼門の前で、御劔を持ったまま雪の中を待たされていたという。『愚管抄』の記述は事件を目撃した参列の公卿からの伝聞。『吾妻鏡』は事件から約80年後に編纂されたものである。
以上のような由緒をもつ大倉薬師堂は、北条家の歴代執権によって尊崇された。『吾妻鏡』寛元元年（1243年）2月2日条によれば、薬師堂は火災に遭うが仏像は運び出せたという。その後、建長2年（1250年）2月8日条には時頼が病の回復を願って参拝しているので、火事からほどなく再建されたと思われる。時頼はその年の12月に安産祈願の為に参拝している。時宗の時代には弘長3年（1263年）3月10日条 に「日来（ひごろ）修造を加え、今日供養を遂げらる」とある。
覚園寺の古文書によれば、その後の永仁4年（1296年）に、9代執権北条貞時は、外敵退散を祈念して、大倉薬師堂を正式の寺に改めたという。この当時、文永8年（1271年）、弘安4年（1281年）の2度の元寇はすでに終わっていたが、3度目の元寇の脅威はまだ去っていなかったのである。覚園寺ではこの永仁4年をもって寺の創建としており、北条貞時を開基（創立者）と見なしている。開山（初代住職）に招かれたのは京都・泉涌寺の法灯を継ぐ智海心慧（ちかいしんえ、？-1306）である。
泉涌寺・覚園寺は近代以降は真言宗寺院となったが、元来は北京系律の本拠地であり、律を中心に天台、東密（真言）、禅、浄土の四宗兼学の道場であった（律を加え五宗兼学とも称される）。仏教の宗派が固定したのは鎌倉時代以後であり、この当時の大寺院にはその例が多い。特に泉涌寺系はその傾向が強く、覚園寺も、同じ鎌倉の泉涌寺系浄光明寺もやはり四宗兼学の道場であった。
鎌倉の戦いで幕府が滅亡した元弘3年（1333年）、後醍醐天皇は覚園寺を勅願寺とした。建武の新政後、南北朝時代に入ると、足利氏も覚園寺を祈願所とし保護した。建武4年（1337年）の火災で仏殿（本堂）が焼失するが、文和3年（1354年）、足利尊氏により再建されている。なお、現存する薬師堂は足利尊氏再興時の部材を残しているが、江戸時代に改築に近い大修理を行っている。
覚園寺に現存する仏像は室町時代の応永年間（15世紀初頭）の銘をもつものが多く、この頃に寺内が整備されたものと思われる。
江戸幕府最後期の文政13年（1830年）の火災で覚園寺は伽藍の大部分を失い、以後、寺運は衰微した。大正12年（1923年）の関東大震災でも大きな損害を受け、昭和中期の1950年頃まで寺内はかなり荒廃し、仏像も破損が甚だしかったが、その後徐々に復興した。
なお、覚園寺の入口正面にある愛染堂とそこに祀られる諸仏は、明治初年に廃寺となった大楽寺から移されたものである。大楽寺は当初胡桃ヶ谷（くるみがやつ、鎌倉五山の1つである浄妙寺の東の谷）にあり、文保元年（1317年）二階堂行朝が開基となって建てた寺で、後に覚園寺のある薬師堂ヶ谷に移転した。

## 境内
鎌倉の地形の特色である尾根と尾根の間に深く入り込んだ谷（やつ）が覚園寺の境内となっている。覚園寺のある谷は薬師堂ヶ谷と呼ばれる。鎌倉宮（大塔宮）から覚園寺へ向かう道の途中の、庚申塔の立っているところがかつての覚園寺総門跡であり、その左手の谷に大楽寺があった。境内には樹木が多く、自然環境が良好に保持されている。
入口正面には愛染堂が建ち、その脇の参道を進むと薬師堂、地蔵堂、鎌倉市手広から移築した旧内海（うつみ）家住宅などがある。このほか、境内奥には開山智海心慧と2世大燈源智の墓塔（ともに重要文化財）、鎌倉十井の一である「棟立の井」などがあるが、これらは非公開である。覚園寺の裏山である鷲峰山の山頂付近の谷合には、「百八やぐら」と呼ばれる中世の横穴墓群があり、前述の総門跡の庚申塔の右手の細い道が鷲峰山への登り口になる。

### 愛染堂
文保元年（1317年）二階堂行朝開基の寺院、明治初年に廃寺となった大楽寺に所属していた仏堂。本尊の木造愛染明王坐像のほか、鉄造不動明王坐像、木造阿閦如来（あしゅくにょらい）坐像（各鎌倉時代、いずれも大楽寺の旧仏）などを安置する。

### 薬師堂（本堂）
寄棟造、茅葺き、方五間（柱間が正面・側面ともに5つ）の仏堂。覚園寺は禅宗寺院ではないが、薬師堂の建築様式は禅宗様である。堂正面は中央3間を花頭枠付きの引戸とする。組物を詰組（柱上だけでなく柱間にも組物を密に配置する）とし、柱を礎盤と粽（ちまき）付きの円柱とする点なども禅宗様の特色である。ただし、内部は一般的な禅宗仏殿のように石敷きとはせず土間である。天井は中央の方三間の身舎（もや）部分を鏡天井、周囲の一間幅の庇部分を天井を張らない化粧屋根裏とする。この堂の前身堂は文和3年（1354年）、足利尊氏によって建立されたものであったが、江戸時代の元禄2年（1689年）に古材を再用しつつ改築されている。現在の堂にも前身堂の部材が多数使われ、天井裏にも前身堂の材が残されている。これらを調査した結果、尊氏建立当時の本堂は現在より平面、高さともに規模が大きく、屋根も裳階付きであったことが判明している。堂内の梁牌（りょうはい、梁に取り付けた札）には足利尊氏と当時の住持であった朴艾思淳（ぼくがいしじゅん）の自筆の銘がある。天井画は江戸時代のもので、狩野典信の筆である。堂内には禅宗様の須弥壇を設け、本尊薬師三尊像のほか、十二神将像、阿弥陀如来坐像（鎌倉市二階堂にあった廃寺理智光寺の旧本尊）、伽藍神像などを安置する。
- 木造薬師三尊坐像（重要文化財） – 当寺の本尊。三尊とも坐像で、寄木造、玉眼。各像の蓮華座の左右に裳裾を長く垂らす点などに宋風の様式がみられる。像高は中尊薬師如来が181.3センチ、脇侍の日光菩薩・月光（がっこう）菩薩がそれぞれ149.4センチと150.0センチ。中尊は一般的な施無畏与願印（右手を挙げ、左手を下げる）ではなく、法界定印（腹前で両手を組む）の掌上に薬壺を乗せる。両脇侍像は脚を崩して安坐した姿に表す。がっしりした体躯の中尊像と女性的な顔立ちの両脇侍像とは作風が異なっている。中尊像については、頭部は鎌倉時代、体部は南北朝～室町時代の作と推定されている。両脇侍のうち日光菩薩像は頭部内面の墨書銘から応永29年（1422年）、仏師朝祐の作であることが分かり、月光（がっこう）菩薩像も日光菩薩像と同時期・同人の作と推定される。[6]
- 木造十二神将立像（重要文化財） – 像高は最大の亥神像が189.7センチ、最小の戌神像が152.6センチ。午神像の像内に応永8年（1401年）法橋朝祐の銘があり、未神、申神、酉神、亥神の各像にはそれぞれ応永15・16・17・18年（1408 – 1411年）の像内銘がある。これらの銘文により、この十二神将像は、同じ堂内の日光・月光菩薩像の作者でもある仏師朝祐が、1年に1体ずつ、12年をかけて造像したものであることがわかる。[7]

### 地蔵堂
愛染堂背後に位置する小堂。本尊は黒地蔵の通称がある木造地蔵菩薩立像（鎌倉時代、重要文化財）である。

### 旧内海家住宅
鎌倉市手広にあった江戸時代の名主の住宅で、1981年に覚園寺に移築された。寄棟造、茅葺で、墨書から宝永3年（1706年）の建築と判明する。内部は左手に広い土間（ニワ）を設け、床上部は下手が板敷のヒロマとダイドコロ、上手は畳敷きの2室（入側、オク）とナンドからなる。
）

### 開山塔・大燈塔
境内奥の墓所に並んで建つ2基の石造宝篋印塔。開山塔は開山の智海心慧の墓塔、大燈塔は2世大燈源智の墓塔で、2基とも正慶元年（1332年）の建立。1965年に行われた解体修理時に、2基の塔内から蔵骨器等の納置品が発見された。このうち、智海心慧の蔵骨器に用いられていた黄釉草葉文壺は古瀬戸の優品であり、製作年代の下限が石塔の建立時である1332年と特定できることから、陶磁史上にも貴重な遺品である。開山塔・大燈塔ともに非公開。

## 文化財
重要文化財
- 開山塔
- 大燈塔
- 木造薬師如来及日光菩薩・月光菩薩坐像[注釈 3]
- 木造十二神将立像
- 木造地蔵菩薩立像
- 覚園寺文書（97通）8巻1幅
- 開山塔納置品（黄釉草葉文壺1合、銅五輪塔1基、阿弥陀経笹塔婆59葉、褐釉壺1口）・大燈塔納置品（褐釉双耳壺1口、水晶五輪塔（金銅蓮台共）1基）

史跡
境内が「覚園寺境内」の名称で1967年（昭和42年）6月22日、国の史跡に指定されている。

## 行事
- 黒地蔵縁日（8月10日午前0時 – 正午）

## アクセス・拝観
- JR横須賀線・江ノ島電鉄鎌倉駅より京浜急行バス「大塔宮」（鎌倉宮）下車徒歩10分